# Loxostege leucalis
Loxostege leucalis là một loài bướm đêm trong họ Crambidae.